# HMS Bickerton (K466)
«Бікертон» (англ. HMS Bickerton (K466) — військовий корабель, фрегат типу «Кептен» Королівського військово-морського флоту Великої Британії за часів Другої світової війни.

## Історія створення
Фрегат «Бікертон» був закладений 3 травня 1943 року на верфі американської компанії Bethlehem Hingham Shipyard у Гінгемі, як ескортний міноносець USS Eisele (DE-75). 24 липня 1943 року він був спущений на воду, а 17 жовтня 1943 року відразу увійшов до складу Королівських ВМС Великої Британії.

## Історія служби
Корабель брав активну участь у бойових діях на морі в Другій світовій війні, бився у Північній Атлантиці, біля берегів Франції, Англії, супроводжував атлантичні конвої. В ході війни служив у ескортних групах супроводження транспортних конвоїв та був одним з протичовнових кораблів, на рахунку якого знищення самостійно або у складі групи двох підводних човнів противника: U-765 і U-269.
Початково корабель закладався як ескортний міноносець і мав тимчасову назву USS Eisele (це ім'я було змінено на DE-34). Однак перед спуском на воду його передали Королівському флоту, і він був перейменований на фрегат на честь сера Річарда Бікертона, командира «Террібла» під час першої битви при Уессані за роки війни за незалежність США.
Після введення до строю «Бікертон» під командуванням лейтенанта Е. М. Торпа відплив до Британії, де її модифікували відповідно до вимог Королівського флоту. У березні 1944 року його включили до Командування Західних підходів як старший корабель 5-ї ескортної групи під керівництвом нового капітана Д. Макінтайра.
У квітні 5-та ескортна група приєдналася до конвою ON 233 як група підтримки, але її перенацілили для полювання на підводний човен, що здійснював метеорологічну розвідку регіону. 6 травня 1944 року німецький підводний човен U-765 був знайдений і потоплений у Північній Атлантиці глибинними бомбами з «Бікертона», що діяв разом з двома торпедоносцями «Сордфіш» (825-ї ескадрильї) ескортного авіаносця «Віндекс» і фрегатів «Блай» та «Ойлмер». З екіпажу U-765 37 загинули і 11 вижили. Подальші пошуки підводного човна, надісланого на допомогу U-765, не увінчалися успіхом.
У червні «Бікертон» і 5EG діяли в Ла-Манші в рамках операції «Нептун», підтримуючи висадку морського десанту в Нормандії. Їхнім завданням було протидіяти німецьким підводним човнам, що могли атакувати сили вторгнення з біскайських портів Франції. 15 червня група брала участь у невдалому бою проти підводного човна, під час якого був потоплений фрегат «Морн» (підводний човен U-767 був спійманий через три дні та знищений 14 EG).
Через десять днів, 25 червня, біля Старт-Пойнта «Бікертон» і 5 EG знайшли та потопили U-269. З екіпажу U-269 13 людей загинули і 39 вижили.
У серпні 1944 року «Бікертон» на чолі 5-ї ескортної групи супроводжував ескортні авіаносці («Трампітер» і «Набоб») Домашнього Флоту (під командуванням адмірала Мура), який прикривав арктичний конвой JW 59 і проводив атаки (операція «Гудвуд») на німецький лінкор «Тірпіц» в Алта-фіорді. Перш ніж група змогла розпочати атаку на «Тірпіц», U-354 зіткнувся з ними під час пошуку конвою на північний захід від мису Нордкап у Баренцевому морі. Приблизно о 01:00 22 серпня U-354 сильно пошкодив «Набоб» торпедою FAT. Підводний човен спробував добити авіаносець о 01:22 шляхом пуску самонавідної торпеди GNAT, яка влучила в «Бікертон». Сильно пошкоджений фрегат був добитий торпедою з «Віджілента», щоб зосередити зусилля на порятунку «Набоба». Через два дні U-354 був потоплений при спробі атакувати конвой JW 59.